# Miguel Chacón
Pour les articles homonymes, voir Chacón.
Chacón  Díez est un nom espagnol. Le premier nom de famille, en général paternel, est Chacón ; le second, en général maternel, souvent omis, est Díez.
Miguel Chacón Díez (né le 14 janvier 1930 à Sabadell en Catalogne et mort le 28 juillet 2011 au Togo) est un coureur cycliste espagnol. Professionnel de 1951 à 1961. Il a notamment remporté deux étapes du Tour d'Espagne en 1957.

## Palmarès sur route

### Par année
- 1951
  - 3e du Trofeo Jaumendreu
- 1956
  - Gran Premio Martorell
  - 2e de Barcelone-Vilada
  - 2e de la Clásica a los Puertos
  - 2e du Trofeo Borras
  - 6e du Tour d'Espagne
- 1957
  - Campeonato Vasco-Navarro de Montaña
  - 1re et 6e étapes du Tour d'Espagne
- 1958
  - Barcelone-Vilada

### Résultats sur les grands tours

#### Tour de France
1 participation
- 1956 : non-partant (21e étape)

#### Tour d'Espagne
4 participations
- 1955 : 33e
- 1956 : 6e
- 1957 : abandon (12e étape), vainqueur des 1re et 6e étapes,  maillot amarillo pendant un jour
- 1961 : abandon (6e étape)

#### Tour d'Italie
3 participations 
- 1957 : abandon
- 1958 : abandon
- 1959 : abandon

## Palmarès en cyclo-cross
- 1951-1952
  - 2e du championnat d'Espagne de cyclo-cross
- 1953-1954
  - 3e du championnat d'Espagne de cyclo-cross
- 1959-1960
  - 3e du championnat d'Espagne de cyclo-cross